# Paris fargesii
Paris fargesii är en nysrotsväxtart som beskrevs av Adrien René Franchet. Paris fargesii ingår i släktet ormbärssläktet, och familjen nysrotsväxter.

## Underarter
Arten delas in i följande underarter:
- P. f. fargesii
- P. f. petiolata